# 송지훈 (가수)
송지훈(1995년 ~ )은 대한민국의 가수다. 2023년 싱글 [카페인 (Caffeine)]으로 데뷔했다.

## 방송
- 히든싱어 6 (2020) - 장범준 편 4위
- 무엇이든 물어보살
- 사장님 귀는 당나귀 귀
- 브이에스 (2023) - Top100

## 음반
- 카페인 (Caffeine) (2023)